# 돌리 (포레)
돌리 모음곡 작품번호. 56은 가브리엘 포레의 피아노 2중주이다.

## 분석
포레는 1893년에서 1896년 사이에 작품을 만들거나 수정했다. 그는 돌리의 생일과 다른 가족행사를 표시하기 위해 원고로 음악을 보내는 연습을 했다.

## 구성
구성은 다음과 같다:
1. 자장가
2. 야옹
3. 돌리의 정원
4. 고양이 키티의 왈츠
5. 애정
6. 스페인의 스텝

## 참조
1. ↑  Nectoux, p. 61